# Wordgasse 1 (Quedlinburg)

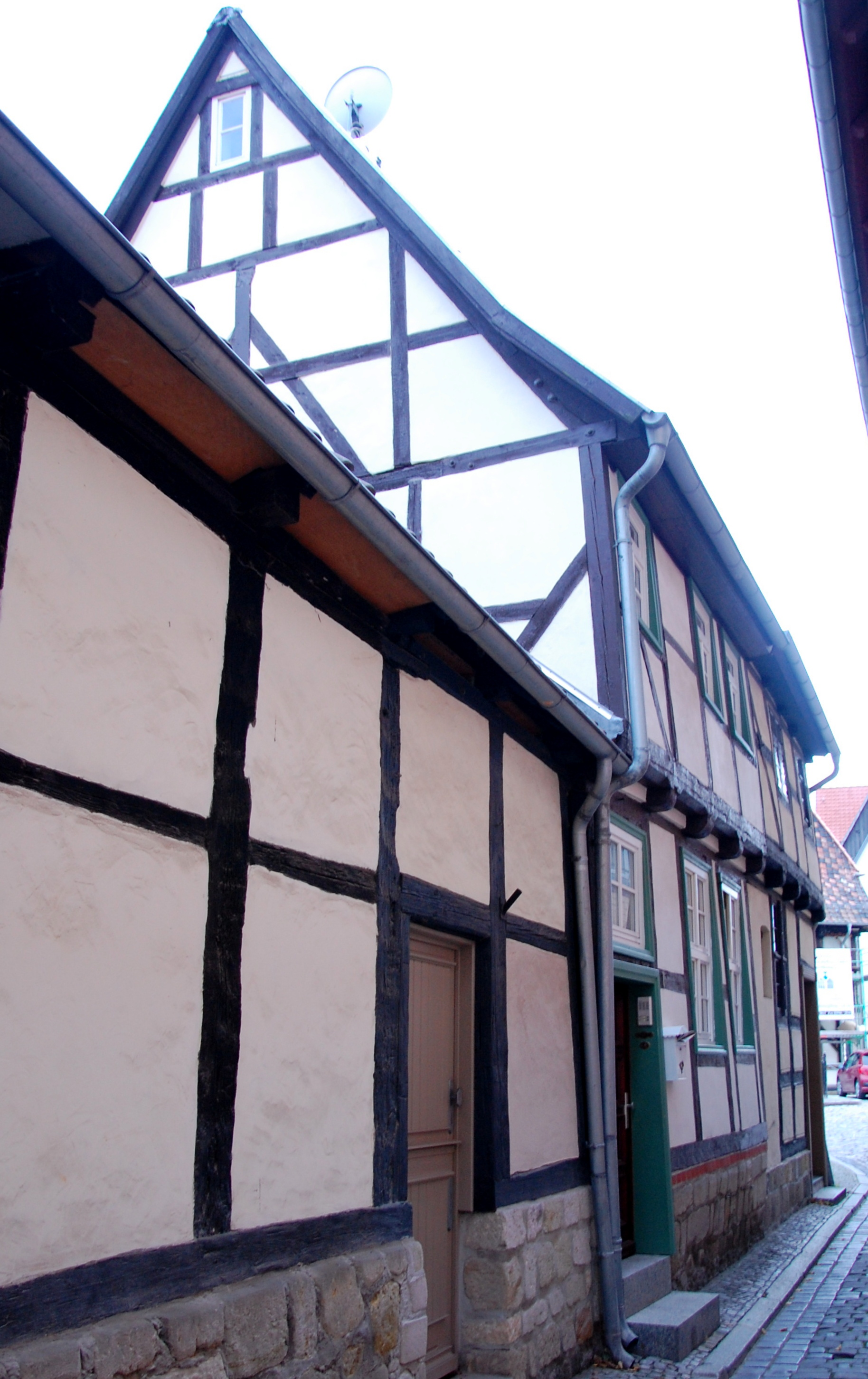
Wordgasse 1

Das Haus Wordgasse 1 ist ein denkmalgeschütztes Gebäude in der Stadt Quedlinburg in Sachsen-Anhalt.

## Lage
Es befindet sich westlich des Marktes in der historischen Quedlinburger Altstadt, im nördlichen Teil der kleinen Wordgasse, und gehört zum UNESCO-Weltkulturerbe. Im Quedlinburger Denkmalverzeichnis ist es als Wohnhaus eingetragen. Südlich grenzt das gleichfalls denkmalgeschützte Haus Wordgasse 2 an.

## Geschichte und Architektur
Das kleine zweigeschossige Fachwerkhaus entstand in der zweiten Hälfte des 17. Jahrhunderts. Der Dachstuhl des Gebäudes stammt noch aus der Bauzeit. An der Stockschwelle des Hauses befindet sich eine breite Fase. Die Balkenköpfe sind gerundet.